# Ögonvittnet
Ögonvittnet (engelska: The Fallen Idol) är en brittisk dramafilm från 1948 i regi av Carol Reed.
Filmen baseras på Graham Greenes novell The Basement Room.

## Utmärkelser
Filmen vann BAFTA Award för bästa film 1949.

## Rollista i urval
- Ralph Richardson - Baines, butler
- Michèle Morgan - Julie, sekreterare
- Gerard Heinz - ambassadören
- Bobby Henrey - Philippe, ambassadörens son
- Sonia Dresdel - Mrs. Baines
- Denis O'Dea - poliskommissarie Crowe
- Jack Hawkins - polisassistent Ames
- Walter Fitzgerald - dr Fenton
- Dora Bryan - Rose
- Karel Štěpánek - förste ambassadsekreteraren
- Dandy Nichols - Mrs. Patterson
- Bernard Lee - polisassistent Hart
- Geoffrey Keen - kriminalassistent Davis
- James Hayter - Perry, betjänt
- John Ruddock - dr Wilson
- George Woodbridge - polisassistent